# Pakistan Petroleum
Pakistan Petroleum Limited (PPL) ist ein pakistanisches Mineralölunternehmen mit Unternehmenssitz in Karatschi, Sindh.
Das älteste und größte Erkundungs- und Förderungsunternehmen von Erdöl im Land entstand am 5. Juni 1950, nachdem die Regierung im Jahr zuvor mit den Pakistan Petroleum Production Rules neue Regelungen eingeführt hatte, wonach nur noch in Pakistan zugelassene Unternehmen eine Erlaubnis zur Erdölförderung bekamen. Die britische Burmah Oil Company gliederte daraufhin alle Anteile im Land in die Pakistan Petroleum Limited aus, an der die Regierung mit zunächst 30 Prozent beteiligt war. Am 1. Juli 1953 wurden die Geschäfte aufgenommen.